# به‌رسمیت‌شناسی (جامعه‌شناسی)
به‌رسمیت‌شناسی در حوزهٔ جامعه‌شناسی به‌معنی به رسمیت شناختنِ جایگاه یا امتیازات شخص (دستاوردها، فضیلت‌ها، خدمات و غیره) از سوی عموم است. در روان‌شناسی، پیگیریِ افراطیِ به‌رسمیت‌شناسی، یکی از ویژگی‌های اساسیِ اختلال شخصیت خودشیفته به شمار می‌رود.